# Blå paradisfågel
Blå paradisfågel (Paradisornis rudolphi) är en hotad fågel i familjen paradisfåglar som förekommer på östra Nya Guinea.

## Utseende
Denna art är en 30 cm lång och mörk paradisfågel med kraftig, elfenbensvit näbb, bruten vit ring runt ögat och blått på vingar, rygg och stjärt. Hanen är i övrigt svart med tunna blå stjärtplymer och två långa vimplar. Honan är kastanjebrun undertill.

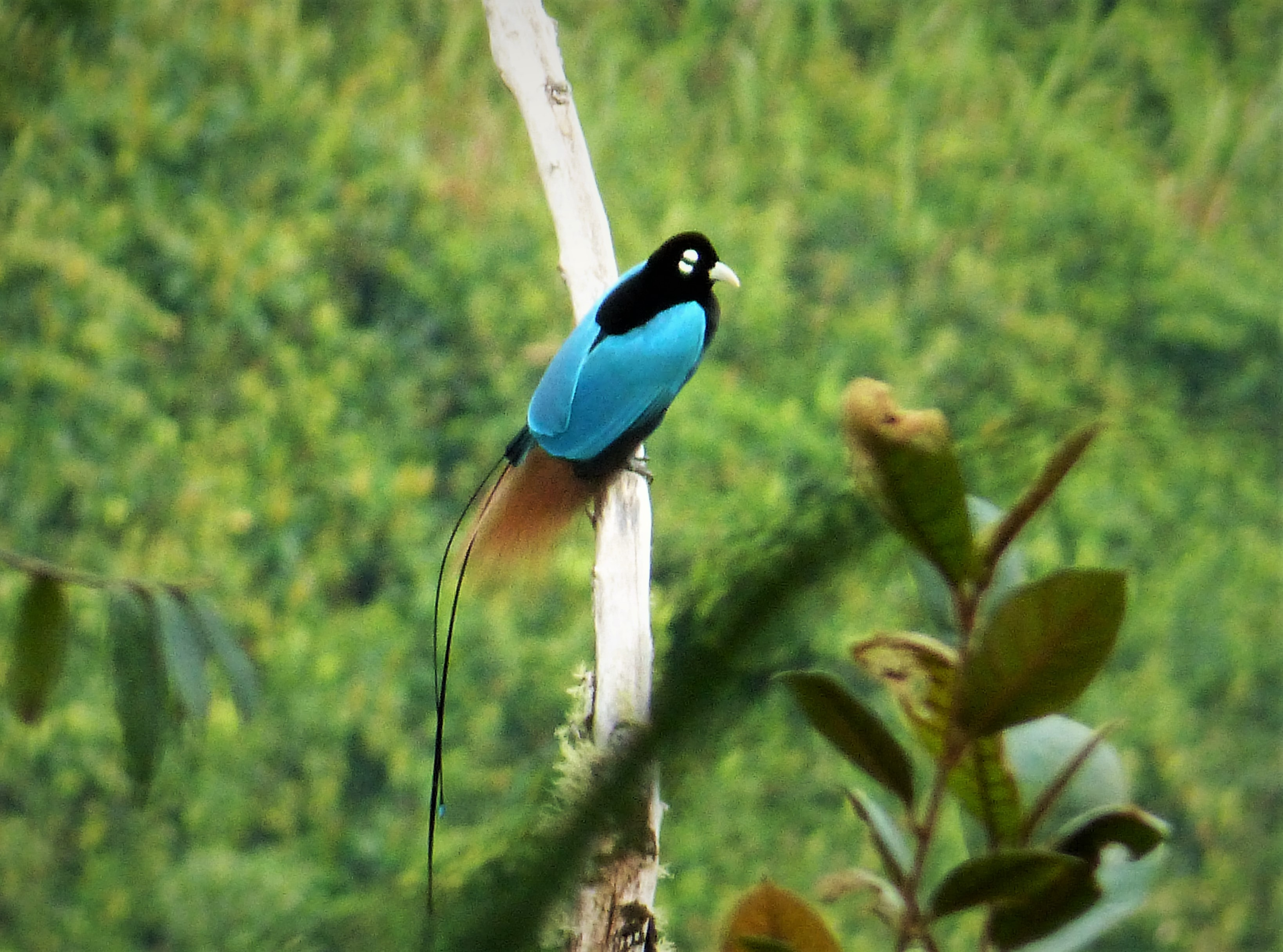

## Utbredning och systematik
Blå paradisfågel delas in i två underarter med följande utbredning:
- rudolphi – förekommer i bergsområden i sydöstra Papua Nya Guinea
- margaritae – förekommer i bergen i centrala Papua Nya Guinea

Arten placeras traditionellt i släktet Paradisaea, men urskiljs allt oftare, som här, i det egna släktet Paradisornis.

## Status och hot
Blå paradisfågel har en liten världspopulation bestående av uppskattningsvis endast 2 500–10 000 vuxna individer. Den tros också minska i antal till följd av habitatförlust och jakt för hanens fjädrars skull. Fågeln är därför upptagen på internationella naturvårdsunionen IUCN:s röda lista över hotade arter, kategoriserad som sårbar (VU).

## Namn
Fågelns vetenskapliga artnamn hedrar ärkehertig och kronprins Rudolf av Österrike (1858-1889).